# Distretto di La Pampa
Il distretto di La Pampa è un distretto del Perù nella provincia di Corongo (regione di Ancash) con 1.164 abitanti al censimento 2007 dei quali 857 urbani e 307 rurali.
È stato istituito il 21 novembre 1898.